# Francesco Saverio Merlino
Francesco Saverio Merlino (ur. 9 września 1856, zm. 30 czerwca 1930) – włoski prawnik, pisarz oraz działacz anarchistyczny, teoretyk socjalizmu wolnościowego.

## Życiorys
Merlino urodził się w 1856 w Neapolu. Podczas studiów prawniczych związał się z ruchem anarchistycznym.
W 1884 udał się na zesłanie do Wielkiej Brytanii, odbywając m.in. podróż do Stanów Zjednoczonych. Do Włoch powrócił w 1894. Wówczas został aresztowany i skazany na dwa lata więzienia.
Po odbyciu kary, Merlino rozpoczął rozwijać teorię wolnościowego socjalizmu, argumentując swoje tezy ze swoim przyjacielem Errico Malatestą.
W 1901 Merlino był obrońcą sądowym Gaetano Bresciego, zamachowcy oraz zabójcy ówczesnego króla Włoch, Umberto I. Mimo zabicia króla sąd skazał Bresciego na dożywotnie więzienie. Bresci był pierwszym królobójcą w historii, który nie otrzymał wyroku śmierci w związku z morderstwem monarchy.
W następnych latach Merlino rozpoczął karierę pisarską, publikując m.in. książkę La difesa di Gaetano Bresci alla Corte d'assise di Milano, która ukazała się w 1912.
Francesco Merlino zmarł w 30 czerwca 1930 w Rzymie w wieku 73 lat.

## Wybrane prace Francesco Merlino
- Socialismo o monopolismo? (1887)
- L'Italie telle qu'elle est (1890)
- Necessità e basi di un accordo (1892)
- L'individua-lismo nell'anarchismo (1893)
- Pro e contro il socialismo (1897)
- L’utopia collettivista e la crisi del "socialismo scientifico" (1898)
- Formes et essence du socialisme (1898)
- Fascismo e democrazia (1924)
- Politica e Magistratura dal 1860 ad oggi in Italia (1925)
- Il socialismo senza Marx. Studi e polemiche per una revisione della dottrina socialista (1897–1930)
- Il problema economico e politico del socialismo. (1948)